# Тронько Петро Тимофійович
Петро́ Тимофі́йович Тронько́ (12 липня 1915, Заброди — 12 вересня 2011, Київ ) — український радянський компартійний діяч, історик; завідувач відділу пропаганди і агітації ЦК КПУ, заступник голови Ради Міністрів Української РСР. Доктор історичних наук, професор, академік НАН України, завідувач відділу регіональних проблем історії України Інституту історії України НАН України (з 1980). Голова правління Національної спілки краєзнавців України (1990—2011 рр.). Голова правління Всеукраїнського фонду відтворення видатних пам'яток історико-архітектурної спадщини імені О.Гончара (1996—2011). Заслужений діяч науки і техніки України, почесний громадянин Києва, віце-президент Асоціації історичних міст України. Головний редактор журналу «Краєзнавство». Голова редколегій 26-томної «Історії міст і сіл Української РСР» та багатотомної науково-документальної серії книг «Реабілітовані історією». Почесний головний редактор журналу «Пам'ятки України». Депутат Верховної Ради УРСР 2-го, 5—11-го скликань. Член ЦК КПУ в 1961—1981 роках.

## Біографія
Народився 12 липня 1915 в селі Забродах (нині — Богодухівський район, Харківська область) в селянській родині. Трудову діяльність розпочав 1932 року робітником шахти в місті Дзержинську.
Після закінчення учительських курсів у Богодухові працював учителем суспільствознавства і української мови в школі села Кленове Богодухівського району, директором дитячого будинку міста Лебедина. Був курсантом військової школи РСЧА.
З 1937 року — на комсомольській роботі: завідувач відділу пропаганди, 1-й секретар Лебединського районного комітету ЛКСМУ Харківської області. У 1939 році — секретар Сумського обласного комітету ЛКСМУ. Член ВКП(б) з 1939 року.
Депутат Народних Зборів Західної України (1939).
У листопаді 1939 — липні 1941 року — 1-й секретар Станіславського обласного комітету ЛКСМУ.
Від перших днів німецько-радянської війни перебував у діючій Червоній армії. У складі військ Південно-Західного, Сталінградського, Південного та 4-го Українського фронтів брав участь в обороні Києва та Сталінграда, визволенні Ростова-на-Дону, Донбасу. 6 листопада 1943 р. з підрозділами Червоної армії ввійшов до Києва.
З 1943 року — знову на комсомольській роботі: у 1943 — вересні 1946 року — 1-й секретар Київського обласного комітету ЛКСМУ та 1-й секретар Київського міського комітету ЛКСМУ. У вересні 1946 — 10 жовтня 1947 року — 2-й секретар ЦК ЛКСМУ.
У 1948 році закінчив історичний факультет Київського університету ім. Т. Шевченка, історик. Також закінчив Вищу партійну школу при ЦК ВКП(б), Академію суспільних наук при ЦК ВКП(б) (1951). Захистив кандидатську дисертацію за темою «Комсомольське підпілля України в боротьбі проти гітлерівських загарбників у роки Великої Вітчизняної війни», а 1968 докторську дисертацію за темою — «Український народ в боротьбі проти гітлерівських загарбників в роки Великої Вітчизняної війни (1941—1945 рр.)».
У 1951 — вересні 1952 року — завідувач відділу науки і вищих навчальних закладів Київського обласного комітету КП(б)У, у вересні 1952 — 4 лютого 1961 року — секретар Київського обласного комітету КПУ.
У серпні 1960 — березні 1961 року — завідувач відділу пропаганди і агітації ЦК КПУ.
10 березня 1961 — 3 квітня 1978 року — заступник голови Ради Міністрів Української РСР, займався питаннями культури, освіти, охорони здоров'я.
Делегат XXII з'їзду КПРС. Був заступником голови створеного за ініціативою М. С. Хрущова Всесоюзного оргкомітету з підготовки до сторіччя з дня смерті та 150-річчю від дня народження Т. Г. Шевченка (1961 та 1964 рр. відповідно). В кінці 1965 року був главою делегації України на 20-й сесії Генеральної асамблеї ООН в Нью-Йорку, особисто вручив тодішньому (1961—1971) Генеральному секретареві ООН У Тану медаль від СРСР та ювілейне видання творів Тараса Шевченка. Очолював українську урядову делегацію на Всесвітній виставці «ЕКСПО-67» у Монреалі. Керував роботами з відзначення 250-річчя від дня народження Григорія Сковороди в 1972 р., ювілеїв Лесі України, Івана Франка, Леся Мартовича та ін. Депутат ВР УРСР дев'яти скликань.
У березні 1978 обраний академіком і віце-президентом Академії наук УРСР. Президія АН УРСР у березні 1979 р. прийняла постанову про створення в Інституті історії відділу історико-краєзнавчих досліджень, який очолив П. Т. Тронько. Велике методологічне значення для подальшої активізації краєзнавчих досліджень мали підготовлені у відділі праці: «Історичне краєзнавство в Українській РСР», «Основні підсумки і подальші завдання історико-краєзнавчих досліджень», «Деякі питання розвитку історичного краєзнавства в Українській РСР» та ін. Працював з Дмитром Лихачовим під час підготовки та проведення IX Світового конгресу славістів, що проходив в Києві в 1984 році.
1967—1988 — голова правління Українського товариства охорони пам'яток історії та культури. Особисто супроводжував до Києва золоту пектораль, знайдену Б. М. Мозолевським 21 червня 1971 року в кургані Товста Могила біля міста Покров Дніпропетровської області УРСР.
За його ініціативою, підтримкою та безпосередньою участю розгорталася робота зі створення Музею народної архітектури та побуту України в Пирогові, Національного музею-заповідника запорозького козацтва у Запоріжжі, Меморіального комплексу «Національний музей історії України у Другій світовій війні» та ін. Будучи заступником голови РМ УРСР керував проектами створення і будівництва палацу культури «Україна» у Києві, встановлення пам'ятників видатним історичним діячам, заснування державних заповідників та музеїв. Ініціював здійснення наукового обґрунтування і відзначення 1500-річчя Києва, а також низки ювілеїв історичних міст республіки.
Ініціював і доклав вирішальних зусиль для відтворення в Києві пам'яток часів Київської Русі: Золотих воріт, ансамблю Михайлівського Золотоверхого монастиря, Успенського собору Києво-Печерської лаври.

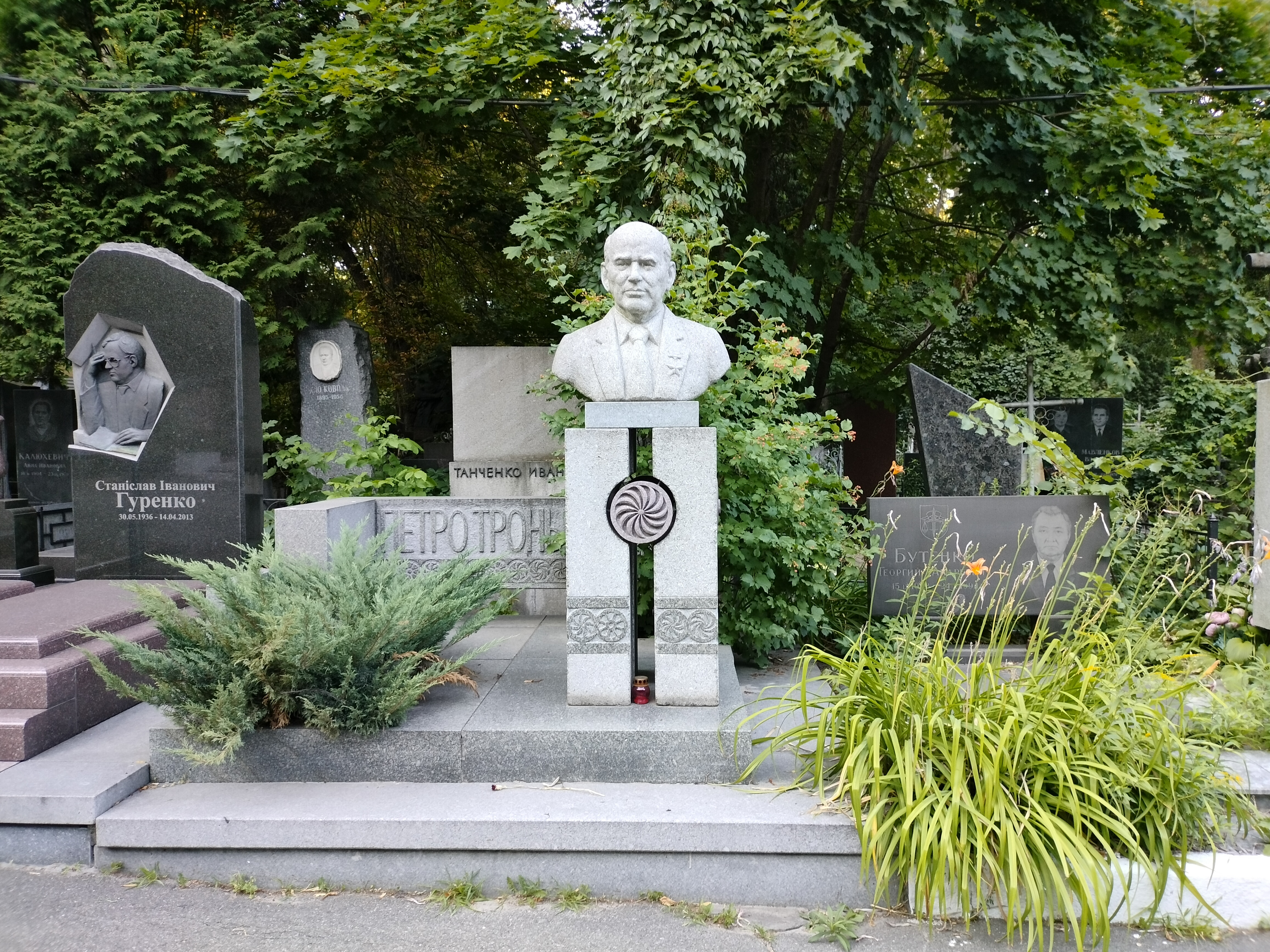
Петро Тронько. Надгробок на Байковому цвинтарі. Автор стели архітектор Лариса Скорик. Фото 6 липня 2023. Праворуч поховані Георгій Бутенко та Володимир Щербицький, ліворуч — Станіслав Гуренко, в глибині — Іван Танченко.

Радник Президента України Кучми з питань історико-культурної спадщини (01.1996—01.2000), голова Комісії з питань відтворення видатних пам'яток історії та культури при Президентові України (12.1995—11.2001). 1996—2011 — голова правління Всеукраїнського фонду відтворення видатних пам'яток історико-архітектурної спадщини імені О. Гончара.
Очолював Міжвідомчу координаційну раду з питань краєзнавства при Президії НАН України, був головним редактором журналів «Пам'ятки України», «З архівів ВУЧК-ГПУ-НКВД-КГБ», та «Краєзнавство». Член Шевченківського комітету. Голова ради Міжнародної організації «Харківське земляцтво». Голова наглядової ради Харківського національного університету імені В. Н. Каразіна.
П. Т. Тронько був ідейним натхненником і головою Національної спілки краєзнавців України (1990—2011 рр.). Не в останню чергу, завдяки невтомній праці Петра Тимофійовича, НСКУ стала однією з найвпливовіших національних творчих спілок в Україні.
Помер 12 вересня 2011 року в місті Києві. Похований на Байковому кладовищі (центральна алея, ділянка № 6).
12 вересня 2012 року на могилі було відкрито стелу, архітектор Лариса Скорик. Не пізніше 12 липня 2016 року на стелі було встановлено погруддя.

## Праці
Автор/співававтор понад 600 праць, зокрема 17 монографій. Серед них:
- «Безсмертя юних. З історії боротьби комсомольского підпілля України в роки Великої Вітчизняної війни» (1957),
- «В боях за Вітчизну (1941—1945 рр.)» (1959),
- «Подвиг твоїх батьків» (1969),
- «Народу сила незборима» (1969),
- «Культура — всенародне надбання» (1977),
- «Защищая советскую Родину» (1979),
- «Летопись дружбы и братства» (1981),
- «Киев социалистический» (1982),
- «Краєзнавство у відродженні духовності та культури» (1994),
- «З любов'ю до України» (1995),
- «Тернистим шляхом до храму» (1999, співавт.),
- «Історичне краєзнавство: крок у нове тисячоліття» (2000),
- «Згадаймо всіх поіменно…» (2001),
- «Що ми залишимо нащадкам?» (2008) та ін.

Упродовж 1950—1970-х рр. написав низку монографій, десятки брошур та статей. Був автором, керівником, членом редколегій кількох багатотомних праць, у тому числі таких, як «Історія Української РСР» у 8-ми томах, 10-ти книгах, «Історія Києва», «Українська РСР у Великій Вітчизняній війні Радянського Союзу 1941—1945 рр.» у 3-х томах, збірник документів «Київщина в роки Великої Вітчизняної війни», 3-томний збірник документів «Українська РСР у Великій Вітчизняній війні 1941—1945 рр.».
Під керівництвом П. Т. Тронька розпочалася робота з підготовки «Зводу пам'яток історії і культури України». За його редакцією вийшов каталог-довідник «Памятники истории и культуры УССР» обсягом понад 100 друкованих аркушів, а також довідник про пам'ятки Великої Вітчизняної війни «Навічно в пам'яті народній» (60 друк. арк.).
П. Т. Тронька вважають «батьком» «Історії міст і сіл Української РСР» у 26-ти томах. За цю працю він був удостоєний Державної премії СРСР в галузі науки.
У 1992 р. очолив також Головну редколегію багатотомної науково-документальної серії книг «Реабілітовані історією». Повернення доброго імені безвинних жертв тоталітаризму, відновлення історичної правди П. Т. Тронько вважав одним із головних своїх обов'язків. Ідея викристалізувалася при дослідженні масових політичних репресій щодо членів Українського комітету краєзнавства. Ініціатором вивчення цього напряму став учень Петра Тимофійовича кандидат історичних наук Ю. З. Данилюк. На 2015 р., у рік 100-річчя П. Т. Тронька, символічно світ побачило 100 книг згаданої серії. І на цьому видання книг не завершується, а широко реалізовується в усіх областях України.
Більшість праць П. Т. Тронька останніх десятиліть має краєзнавчу тематику: «Краєзнавство у відродженні духовності та культури», «Історичне краєзнавство: крок у нове тисячоліття», «Історія міст і сіл України в контексті регіональних досліджень», «Українське краєзнавство в XX столітті: (До 75-річчя Всеукраїнської спілки краєзнавців)», «Краєзнавство України: здобутки і проблеми: (До III з'їзду Всеукраїнської спілки краєзнавців)», «Національна спілка краєзнавців України: сторінки історії».

## Відзнаки, нагороди, премії
- Звання Герой України з врученням ордена Держави (7 липня 2000) — за визначні особисті заслуги перед Україною у розвитку науки, відродженні та збереженні історико-культурної спадщини українського народу[6]
- Орден князя Ярослава Мудрого V ст. (23 серпня 2005) — за значний особистий внесок у соціально-економічний, науковий та культурний розвиток України, вагомі трудові здобутки та активну громадську діяльність[7]
- Почесна відзнака Президента України (11 липня 1995) — за значний особистий внесок у розвиток історико краєзнавчих досліджень, популяризацію історичної спадщини українського народу[8]
- Орден Богдана Хмельницького II ст. (14 жовтня 1999) — з нагоди 55-ї річниці визволення України від фашистських загарбників, за мужність і самовідданість, виявлені в боротьбі з фашизмом у роки Великої Вітчизняної війни 1941—1945 років[9]
- Орден Богдана Хмельницького III ст. (4 грудня 1997) — за активну участь у Великій Вітчизняній війні 1941—1945 років, багаторічну плідну наукову і громадську діяльність[10]
- Орден Леніна (1961)
- Орден Жовтневої Революції (1985)
- 4 ордени Трудового Червоного Прапора (1958, 1965, 1971, 1973)
- Орден Вітчизняної війни I ступеня (1985)
- Орден Дружби народів (1975)
- Орден Червоної Зірки (1943)
- Медаль «За бойові заслуги» (1942)
- Заслужений діяч науки і техніки УРСР (25 вересня 1990) — за заслуги в розвитку науки, особистий вклад у впровадження наукових досліджень та підготовку кадрів[11]
- Лауреат Державної премії СРСР (1976)
- Грамота та Почесна Грамота Президії Верховної Ради УРСР (1975, 1981)
- Почесна грамота Кабінету Міністрів України (2000)
- Почесний доктор і професор 12 вищих навчальних закладів України.
- Почесний громадянин Харківської області, Богодухівського району Харківської області, а також міст Київ, Харків, Переяслав, Канів, Богодухів, Лебедин, Кам'янець-Подільський.

## Вшанування пам'яті

Могила Петра Тронька у 2012 році

Меморіальна дошка П. Т. Троньку в Харкові

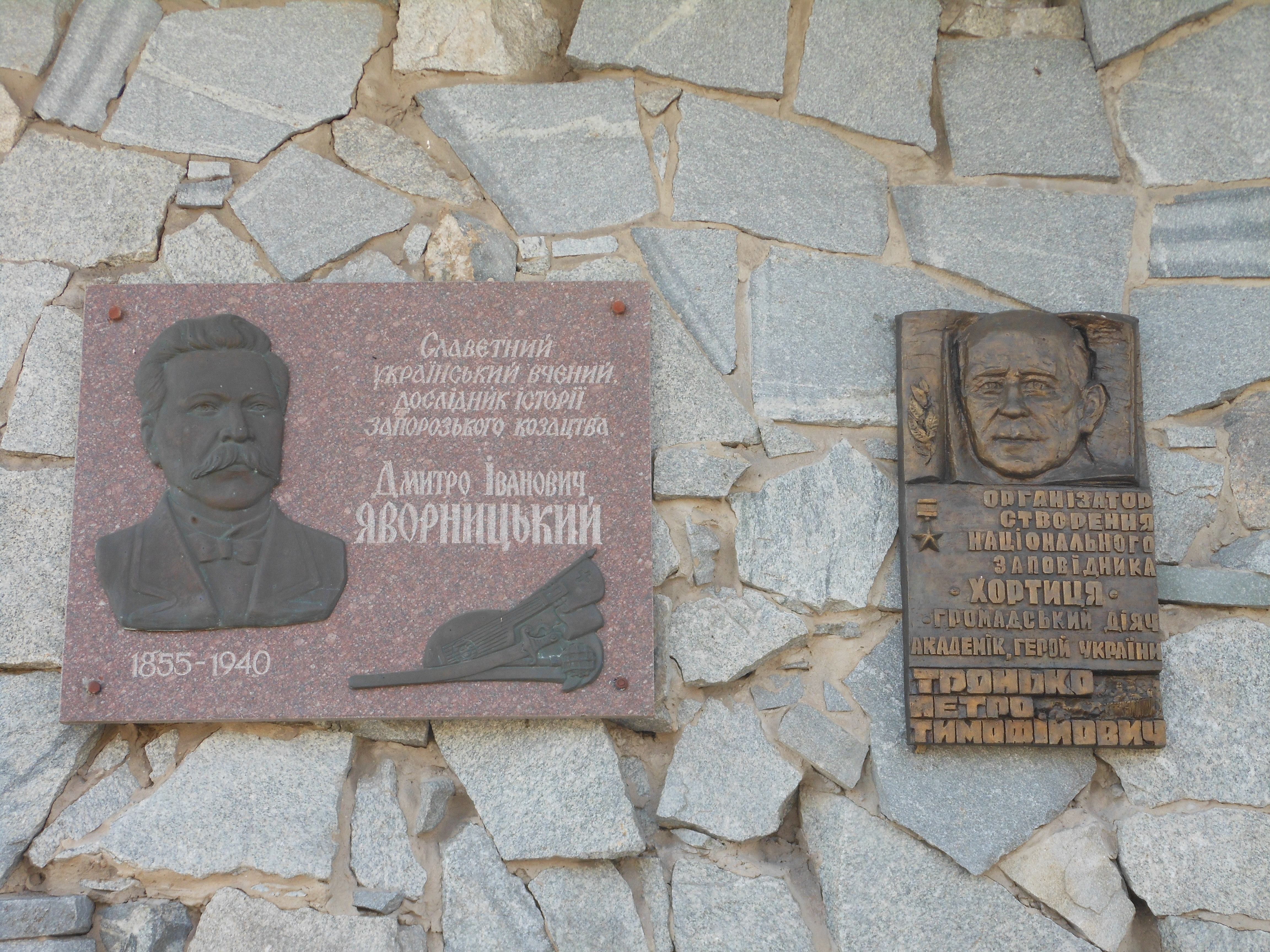
Меморіальна табличка Дмитру Яворницькому і Петрові Троньку на стіні Музею історії запорізького козацтва. Національний заповідник «Хортиця», Запоріжжя, острів Хортиця

2012 року заснована благодійна організація «Фундація Героя України, академіка П. Т. Тронька».
З 2012 року ім'я академіка П. Т. Тронька носить Центр краєзнавства ХНУ імені В. Н. Каразіна.
З 2013 року щорічно окремим краєзнавцям присуджується Загальноукраїнська Премія імені академіка Петра Тронька Національної спілки краєзнавців України за вагомий внесок у справу вивчення, дослідження і популяризації історико-культурних і природних багатств рідного краю у чотирьох номінаціях.
У липні 2015 родинна садиба Анатолія Сєрикова у селі Веприк Бобровицького району на Чернігівщині стала приміщенням для Музею Фундації Петра Тронька. У музеї є меморіальна кімната академіка.
10 липня 2015 на фасаді Богодухівського ліцею № 3 відкрили меморіальну дошку П. Т. Троньку.
15 липня 2015 р. меморіальну дошку було відкрито на фасаді Харківського національного університету імені В. Н. Каразіна;
8 жовтня 2015 р.— на фасаді Музею історії запорозького козацтва Національного заповідника «Хортиця».
8 жовтня 2015 року за рішенням Київської міської ради безіменний проїзд від вул. Академіка Заболотного до Національного музею народної архітектури та побуту назвали вул. Академіка Тронька.
У 2016 році ім'ям Петра Тронька названо вулицю у Харкові
У 2016 році в Національному музеї народної архітектури та побуту України, на території експозиції «Українське село 60‒70-х рр. XX ст.», відкрито будинок-музей П. Т. Тронька.